# Sarba (Burkina Faso)
Pour les articles homonymes, voir Sarba.
Sarba est une localité située dans le département de Dano de la province de l'Ioba dans la région du Djôrô au Burkina Faso. En 2006, le village comptait 1 884 habitants dont 51,8 % de femmes.

## Histoire
En 2006, le village est administrativement scindé avec l'autonomisation de Baforé.

## Santé et éducation
Le centre de soins le plus proche de Sarba est le centre médical avec antenne chirurgicale (CMA) de la province à Dano.
Le village possède une école primaire publique.